# Nevada (Missouri)
Nevada település az Amerikai Egyesült Államok Missouri államában, Vernon megyében, melynek megyeszékhelye is. Lakosainak száma 8212 fő (2020. április 1.).

## Népesség
A település népességének változása:

| 2010 | 8 386 |
| 2020 | 8 212 |